# Grayanotoxina
La grayanotoxina es una toxina o, más propiamente, un grupo de toxinas estrechamente relacionadas entre sí (las grayanotoxinas) que se encuentran en plantas del género Rhododendron (género que incluye a las azaleas) y en otras plantas de la familia Ericaceae. Estas sustancias pueden encontrarse en la miel hecha de su néctar y producir una intoxicación alimentaria comúnmente llamada envenenamiento grayanotoxínico, intoxicación por miel o envenenamiento rododéndrico. La grayanotoxina I se conoce también con otros nombres: andromedotoxina, acetilandromedol, rhodotoxina, rodotoxina y asebotoxina. El nombre químico sistemático es grayanotaxano-3,5,6,10,14,16-hexol 14-acetato.

## Estructura química
| Grayanotoxina     | R1  | R2  | R3     |
| Grayanotoxina I   | OH  | CH3 | Acetil |
| Grayanotoxina II  | CH2 | CH2 | H      |
| Grayanotoxina III | OH  | CH3 | H      |
| Grayanotoxina IV  | CH2 | CH2 | Acetil |

Estructurctura química

Las grayanotoxinas son  diterpenos cíclicos polihidroxilados. Se unen a canales de sodio específicos en la membrana celular, los sitios receptores involucrados en la activación e inactivación. La grayanotoxina previene la inactivación, dejando las células excitables despolarizadas.

## Envenenamiento
La miel proveniente de Japón, Brasil, Estados Unidos, Nepal, y Columbia británica es más probable que se encuentre contaminada con grayanotoxinas, aunque muy raramente a niveles tóxicos. Históricamente el envenenamiento estuvo asociado con Rhododendron luteum y Rhododendron ponticum encontrados alrededor del Mar Negro.  De acuerdo con Plinio y más tarde con Estrabón los habitantes usaron la miel contra los ejércitos de Jenofonte en 401 AC y más tarde contra Pompeyo en 69 AC.
Los síntomas físicos ocurren después de un período de latencia que depende de la dosis, de minutos a tres horas o menos. Los síntomas iniciales son salivación excesiva, transpiración, vómitos, mareos, astenia y parestesia en las extremidades y alrededor de la boca,  disminución de presión arterial y bradicardia sinusal. En dosis más altas los síntomas pueden incluir pérdida de coordinación, debilidad muscular severa y progresiva, bradicardia (y, paradójicamente, taquicardia ventricular), y el ritmo nodal o síndrome de Wolff-Parkinson-White A pesar de los problemas cardíacos potenciales de la intoxicación esta es raramente fatal y generalmente dura menos de un día. La intervención médica, a menudo no es necesaria, pero a veces se utiliza atropina, terapia vasopresora y otros agentes para mitigar los síntomas.

## En la cultura popular
La grayanotoxina hidratada se usa en la película Sherlock Holmes para inducir una parálisis aparentemente mortal  en el principal antagonista de película, Lord Blackwood.